# Hanuman

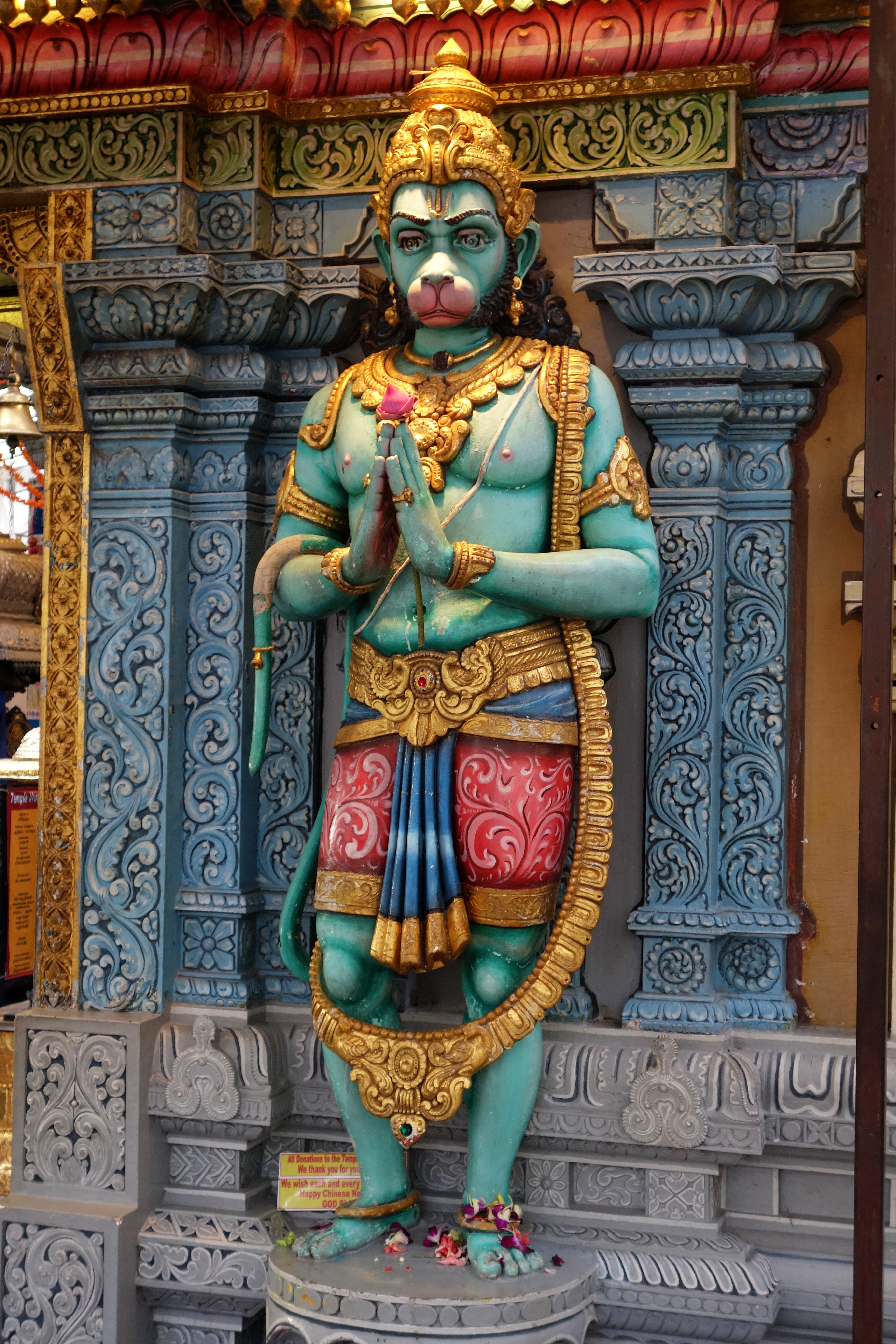
Hanuman i Namaste-ställning (Anjali Mudra)

Hanuman (sanskr. ung. "försedd med starka käftar", हनुमान्) är en apgud i indisk mytologi som förknippas med Vishnus reinkarnation Rama. 
Förutom sin trohet mot Rama är Hanuman känd som en pålitlig gud på landsbygden, varför bönder ogärna dödar apor. I eposet Ramayana spelar Hanuman en mycket framstående roll som hjälten Ramas vän och hjälpare vid upptäckandet av den bortförda hjältinnan, Sita.Hanuman anses vara en chiranjivi (långlivad), och den andliga avkomman till vindguden Vayu, som sägs ha spelat en viktig roll vid hans födelse som ägde rum i Kaithal-distriktet i dagens Haryana-stat i Indien (som tidigare kallades Kapisthal). Han dyrkas särskilt bland vaishnaviterna, i vilkas tempel i stor myckenhet apor huserar. Hanuman är huvudpersonen i Hanuman-nataka ("Hanumans skådespel")
eller Mahanataka ("Det stora skådespelet"), skrivet på sanskrit och behandlande partier ur Ramas historia. Det sägs vara författat av Damodaramishra (på 1000-talet). Enligt indisk mytologi är Hanuman son till vindguden och är utrustad med snabbhet och styrka.
Företrädare för bhakti-rörelsen, som Samarth Ramdas, har framställt Hanuman som en symbol för nationalism och motstånd mot förtryck. Han förkroppsligar sammansmältningen av ”styrka, heroiskt initiativ och självsäker excellens” med ”kärleksfull, känslomässig hängivenhet” till sin herre Rama, och förkroppsligar både Shakti och Bhakti. 
Det tidigaste omnämnandet av en gudomlig apa finns i hymn 10.86 i Rigveda, daterad till mellan 1500 och 1200 f.Kr. De tjugotre verserna i hymnen är en metaforisk och gåtfylld legend. Den presenteras som en dialog mellan flera personer: guden Indra, hans fru Indrani och en energisk apa som kallas Vrisakapi och hans fru Kapi. Sundara Kanda, den femte boken i Ramayana, fokuserar på Hanuman. Hanuman träffar Rama under det sista året av den senares 14-åriga exil, efter att demonkungen Ravana kidnappat Sita. Tillsammans med sin bror Lakshmana söker Rama efter sin fru Sita.
I både Kina och Japan, liksom i Indien, finns det ingen radikal uppdelning mellan människor och djur, utan alla levande varelser och naturen antas vara besläktade med människan. Människan upphöjs inte över djuren eller naturen, till skillnad från vad som är fallet i många västerländska traditioner. En gudomlig apa har varit en del av den historiska litteraturen och kulturen i Kina och Japan, möjligen påverkad av den nära kulturella kontakten genom buddhistmunkar och pilgrimsresor till Indien under två årtusenden. I den japanska texten Keiranshuyoshu, där man presenterar mytologin om en gudomlig apa, som är den teriomorfa shinto-symbolen för Hie-helgedomar, beskrivs till exempel en flygande vit apa som bär ett berg från Indien till Kina och sedan från Kina till Japan.
Inom sikhismen har den hinduiska guden Rama kallats Sri Ram Chandar, och berättelsen om Hanuman som siddha har varit inflytelserik. I sikhiska texter som Hanuman Natak av Hirda Ram Bhalla och Das Gur Katha av Kavi Kankan beskrivs Hanumans hjältedåd.
- Vapen: Stridslubba/Gadā, Vajra och Flagga.
- Mantra: Om Shri Hanumate Namah

Hanuman förekommer flitigt i populärkulturen. 